# Булло, Лор
Лор Булло (фр. Laure Boulleau; род. 22 октября 1986, Клермон-Ферран) — французская футболистка, защитница.

## Карьера

### Клубная
Начинала заниматься футболом в команде «Рьом», в 2000 году перешла в «Изёр», в 2002-м — в «Иссиньё». Все эти команды представляли регион Овернь. В 2003 году Булло поступила в академию «Клэрфонтэн» и впервые сыграла за команду академии.
В 2005 году её приняли в состав ПСЖ, в котором она играет и сейчас. В её активе есть Кубок Вызова Франции 2010 года и серебряные медали чемпионата Франции 2011 года.

### В сборной
В апреле 2005 года она была впервые вызвана в состав сборной Франции. Дебют Булло состоялся 13 апреля в поединке со сборной Нидерландов, но постоянным игроком основы она стала только при Бруно Бини. На чемпионате мира 2011 года провела две встречи.

## Достижения

### Клубные
- Обладательница Кубка Вызова Франции: 2010
- Вице-чемпионка Франции: 2011

### В сборной
- 4-е место на чемпионате мира: 2011
- Обладательница Кубка Кипра: 2012
- 4-е место на Олимпийских играх: 2012